# カレー包囲戦 (1940年)
カレー包囲戦（カレーほういせん　英:Siege of Calais）は、ナチス・ドイツのフランス侵攻中に起きたカレー港をめぐる1940年の戦闘。この包囲戦はブローニュの戦いと同時に起こったもので、イギリス海外派遣軍がダンケルクに撤退するダイナモ作戦直前に勃発した。

## 背景

### カレー

カレー南部の地形図

海峡港(Channel Ports)とは、カレー、ブローニュ、ダンケルクを指す用語である。この港は英国本土からの最短横断地点となるグリ・ネ岬に最も近く、旅客輸送をするうえで最も一般的である。カレーは低地に建てられ、両側に低い砂丘があり、要塞に囲まれている。旧市街には水に囲まれた城塞があり、1940年当時は東側の堀に水があったが、他の場所は干上がった溝渠となっていた。町の周囲には防衛用の城郭があり、これは元々1667-1707年にヴォーバンによって建設されたもので周囲13kmの幕壁で連結された12の稜堡で構成されている。

### イギリス海外派遣軍
イギリス海外派遣軍(BEF)の配備計画が立案された際、イギリス軍の一般参謀は第一次世界大戦での経験から選出された。西部戦線からわずか32kmの位置にもかかわらず、BEFは補給物資の積み替え港として海峡港を使用していた。ドイツの1918年春季攻勢が前線を突破してこの港を占領または武力行使に成功した場合、BEFは絶望的な位置にいたことになる。まやかし戦争（1939年9月-1940年5月10日）の期間、BEFはルアーブルやシェルブール等かなり西の港を介して物資を補給していたが、輸送護衛の要請を減らすべく1939年後半に機雷原が英仏海峡に敷設されたことで、海峡港が使用されるようになった。BEFからの離脱休息が始まる12月になると、カレーは通信と部隊移動のため特に恩情休暇を付された兵士達に使用された。

### ナチス・ドイツのフランス侵攻
1940年5月10日、ドイツ軍はフランス、ベルギー、オランダに対する攻撃として「黄計画(Fall Gelb)」に着手した。数日以内に、A軍集団（元帥ゲルト・フォン・ルントシュテット）がスダン近郊のフランス戦線中央でフランス第9軍（大将アンドレ・ジョルジュ・コラー）を打ち破り、第19軍団（中将ハインツ・グデーリアン麾下）と第41軍団（中将ゲオルク＝ハンス・ラインハルト）からなる第1装甲軍に引率されてソンム川渓谷を西に進軍した。5月20日、ドイツ軍はソンム川の河口でアブヴィルを占領し、北部フランスとベルギーの連合軍を分断した。 5月21日の英仏合同反攻作戦となるアラスの戦い (1940年)は、ドイツ軍をソンム川南方に進軍させるのではなく、海峡港を標的とした北方攻撃を続けさせることになった。英仏合同の別の反撃に関する懸念が、5月21日に「アラスの停止命令」をドイツ軍高官に発令させることになった。最寄りの第15軍団（大将ヘルマン・ホト）は予備軍としてその地に留まり、同軍団がダンケルクから僅か50km地点にいたことで、第41軍団の師団が東に移動した。

## 戦闘の概要
5月21日にアラスの戦いで英仏の反撃があった後、ブローニュ、カレー、ダンケルクを攻略するため海峡海岸を北に突進しようと考えていた第19装甲軍団長ハインツ・グデーリアンの抗議にもかかわらず、ドイツ軍部隊は5月22日に反撃再開に抵抗する準備を整えるべくその場に足止めとなった。一部の第19装甲軍団による攻撃は、5月21-22日の夜0時40分まで許可されなかった。
ドイツ第10装甲師団がカレー攻撃の準備を整えるまでに、イギリスの第30歩兵旅団と第3王立戦車連隊が港内のフランス軍とイギリス軍を補強した。5月22日、イギリス軍は町の外に障害物を設置し、フランスの後衛隊はドイツの装甲部隊と攻防戦を繰り広げ、カレーに向かって進軍した。イギリス軍の戦車と歩兵はブローニュ南方を補強するよう命じられていたが、手遅れだった。その後、彼らはダンケルクへの食料輸送隊を護衛する命令を受けたが、ドイツ軍により道路封鎖されていることが判明した。イギリス軍は5月23日に古いカレーの壁（1670年代に建造）まで後退しはじめ、5月24日に包囲戦が始まった。第10装甲師団による攻撃は巨額の戦費を投じた失策で、夕方までにドイツ軍は戦車の約半分が大破されて歩兵の3分の1が死傷したと報告した。ドイツの攻撃にはドイツ空軍 (国防軍)による支援がなされ、一方で連合国側の防衛軍は海軍による物資提供の援助を受けて、港周辺で負傷者の退避とドイツ軍を標的とする爆撃を行った。
5月24-25日の夜、防衛軍は南部の要塞から旧市街および城塞を援護する戦線への退却を余儀なくされた。この短い戦線に対する翌日の攻撃は撃退された。ドイツ軍は駐屯部隊に降伏するよう説得を幾度か試みたが、港北側のフランス軍司令官によって撤退が禁止されていたこともあり、ロンドンからの抵抗せよという命令を受け入れた。5月26日早朝のドイツ軍による追撃は失敗し、そのドイツ司令官には14時までにカレーを占領できなければ攻撃隊は後退し、町はドイツ空軍によって絨毯爆撃を実施するとの最終期限が与えられた。午後早々に英仏の防衛隊は崩壊し始め、フランスの司令官レイモン・ル・テリエが降伏したことで、16時に「全員が自分自身のために（行動せよ）」との命令が防衛隊に下った。

## 終戦の余波

### 戦後の軍事行動

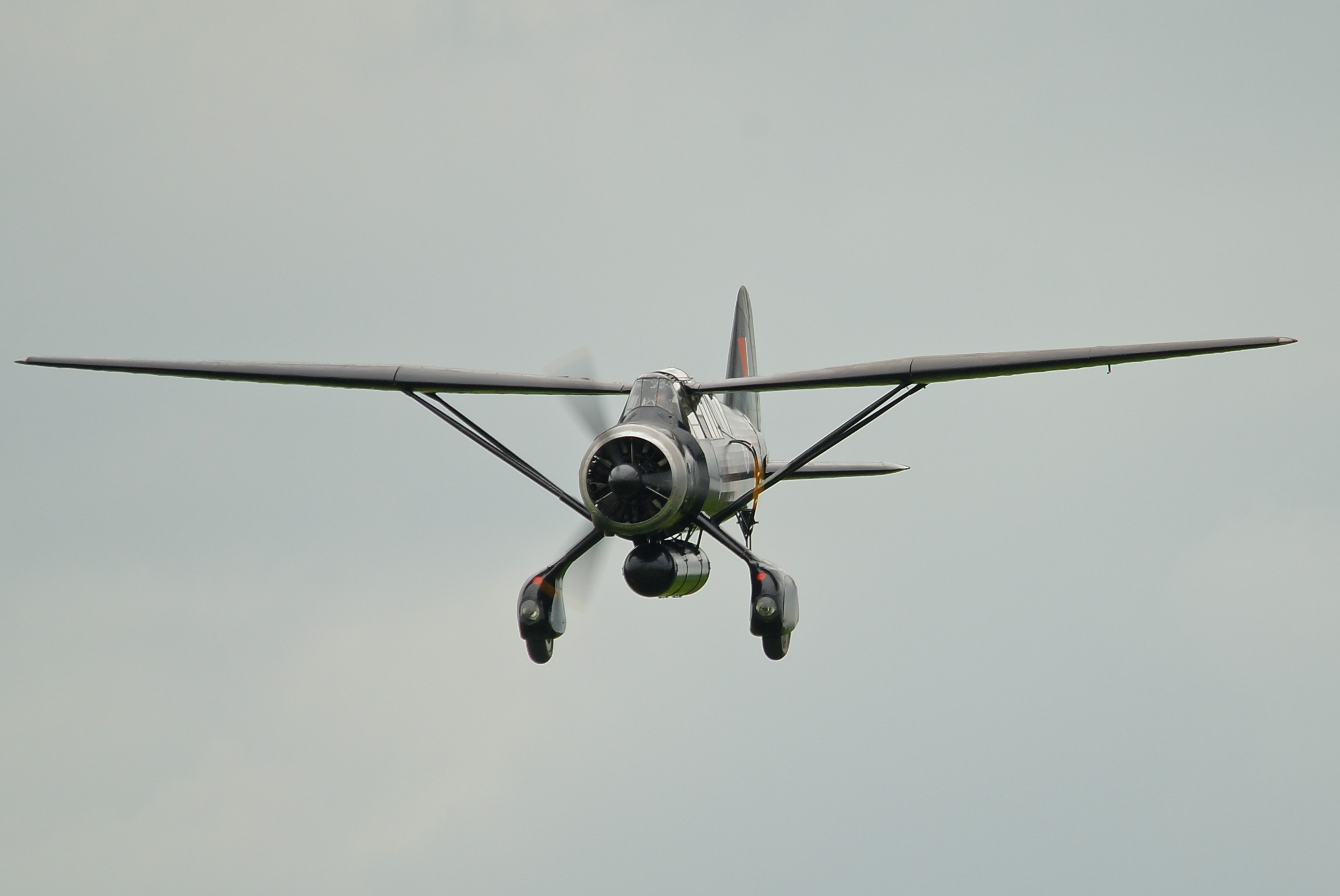
現行型のウェストランド ライサンダー。2013年6月

軍隊の退避が一段落した時、ドーバー副長官で中将のバートラム・ラムゼーは余剰兵士とランチ (船)サモワ号を回収するため小型船を派遣し、負傷者をイングランド本土に戻すため4往復させた。5月26日にヨットのコニドー号が入港するも座礁した。そのヨットは午後の潮流で再び離礁し、他の船が死傷者を出した際には165人の兵士を救助した。5月26-27日の夜、ラムゼーはモーターヨットのグルザー号に赤十字を塗り、負傷者を回収するためカレーまで航海した。2時にグルザー号は入港し、波止場(Gare Maritime)に停泊。一団が上陸すると砲撃を受けた。
グルザー号が港周辺からの発砲を受けたため、一団は逃避してボートを解き放った。東の桟橋にいたイギリス軍が声をかけてトーチで照らし、それが乗組員に確認されるとグルザー号は引き返して退避者たちは船に飛び乗り、ヨットがまだ炎上するなか逃亡した。5月27日、イギリス空軍は昨晩の戦争省からの要請に応じて、カレー守備隊に補給物資を落とすため、航空機ウェストランド ライサンダー12機を派遣して夜明けに（物資を）海へ落とした。10時、艦隊航空隊のフェアリー ソードフィッシュ9機がドイツ軍大砲の砲台を爆撃したことで、17機のライサンダーが城塞に弾薬を落とした。3機のライサンダーが撃墜され、ホーカーヘクターが被弾した。

### 死傷者

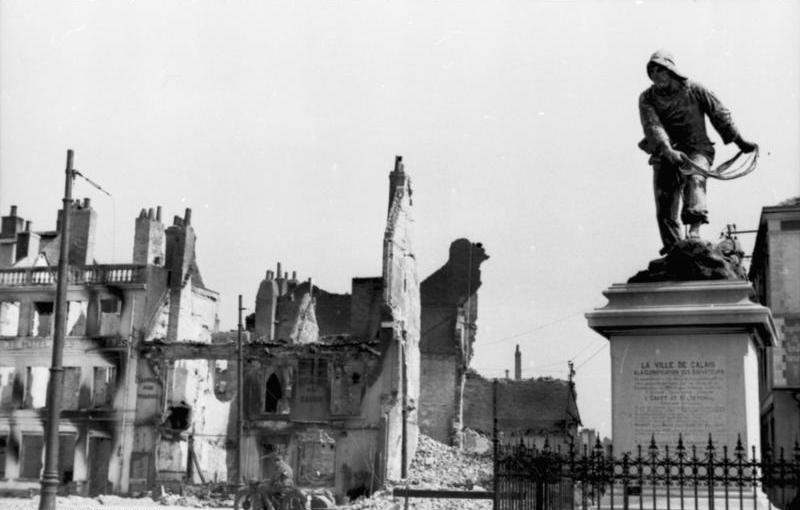
包囲戦後に廃墟と化したカレー

1942年、イギリス軍は16時45分に降伏して3,000-4,000人のイギリス軍を含む20,000人の虜囚（残りはフランス人、ベルギー人、オランダ人で、その大半が戦闘をやめた後に「イギリス軍により地下室に監禁された」者）が連行された、とグデーリアンは記している。サイモン・セバーグ・モンテフィオーリは2006年に、戦闘中に殉死や負傷したドイツ軍死傷者は記録されていないが恐らく数百人に上ると書いている。クロード・ニコルソン准将（カレーでは第30歩兵旅団の指揮官）は収監中の1943年6月26日に44歳で死去したため、彼の見解が世に出てくることは絶対にありえない。ライフル旅団を指揮するチャンドス・ホスキンス中佐は6月25日に致命傷を負ってイングランドで死去した。フランス軍の部隊構成を指揮する大将シャルル・ド・ランベルティエは、5月26日にカレー防衛の巡視中に心臓発作で死亡した。ドイツの状況報告書では、5月22-26日で航空機160機が喪失または被弾したと記録されている。イギリス空軍は航空機112機を喪失した。

### 分析

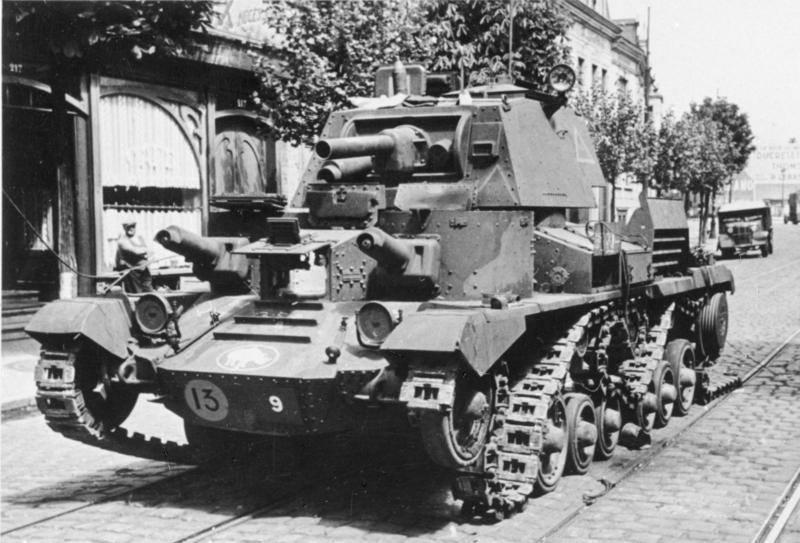
被弾してカレーで遺棄された巡航戦車Mk.I CS。1940年

サイモン・セバーグ・モンテフィオーリは2006年、大人数のドイツ軍に対する経験の浅いイギリス軍によるカレー外側での前哨防衛が第1装甲師団指揮官にカレー防衛を追加調査させることになり港の占領を抑止していた可能性がある、と書いた。5月23日の午後早々に、カレー城郭にいるイギリス軍が攻撃を受ける準備を整えられるようにした可能性は低く、第2国王ライフル部隊と第1ライフル連隊は13時のわずか1時間前に上陸したところだった。国王ライフル部隊車両の降車は17時まで延期された。大隊の半分がその位置に18時から18時30分までにたどり着かなかった。午後の早い時間にカレーが攻撃されていたら、ヴィクトリア女王ライフル部隊としか遭遇しなかったであろう。
カレーが降伏した翌日、最初にイギリス軍の要人がダンケルクから避難した。1950年の書籍『電撃戦』で、グデーリアンはウィンストン・チャーチルが1949年に著した『第二次世界大戦』の『Their Finest Hour』の一節「イギリス軍が和平の申し入れを行うことを期待して、ヒトラーは機甲師団にダンケルクの外側で待機するよう命じた」に異を唱えた。グデーリアンはこれを否定して、カレー防衛は英雄的であったがダンケルクでの出来事に何ら異変を起こすことはなかった、と記した。1966年にイギリスの正史編纂員ライオネル・エリスは、カレーとブローニュの防衛が3個装甲師団をフランス第1軍とイギリス海外派遣軍から遠ざけており、ドイツ軍が港を占領して再編成する頃までにはイギリス第3軍団（陸軍中将ロナルド・アダム）が西に移動してダンケルクへのルートを封鎖していた、と記述した。
カール=ハインツ・フリーザーは2005年に、5月21日のアラスにおける英仏合同の反撃がドイツ軍に過大な影響を与えており、その原因をドイツ軍高官が側面の安全性を懸念していたためだと書いている。クライスト装甲団の司令官エヴァルト・フォン・クライストは「重大な脅威」を認識し、上級大将のフランツ・ハルダー（陸軍総司令部の参謀総長）に、作戦継続の前に危機的状況が解決するまで待機するべきだと進言した。第4軍 (ドイツ軍)司令官の陸軍大将ギュンター・フォン・クルーゲは、A軍集団の指揮官ルントシュテットにより支持された命令の戦車停止を命じた。5月22日、英仏合同攻撃を撃退させた時には、ブローニュとカレーに移動する前にクライスト装甲団はアラスの状況を回復させなければならない、とルントシュテットは指令を出した。国防軍最高司令部 (ドイツ)でパニックが悪化したことで、5月22日にヒトラーがA軍集団に連絡して、全移動部隊にアラスの挟撃作戦を展開させてもっと西側で作戦実行するよう命じた。歩兵部隊は町の東側で活動することになった。
ドイツ軍高官達の抱く危機感は前線では明かされなかったものの、ハルダーはグデーリアンと同じ結論に至った。つまり本当の脅威とは、連合軍が海峡海岸に退却して海峡港をめぐる競争が始まったことである。グデーリアンは停留命令の前に、第2装甲師団にはブローニュを、第1装甲師団にはカレーを、第10装甲師団にはダンケルクを占領するよう命じた。イギリス海外派遣軍およびフランス第1軍の大部分はまだ海岸から100kmも離れた所にいたが、この遅れにもかかわらずイギリス軍は5月22日にイングランド本土からブローニュとカレーに派遣され、第19軍団の装甲師団を未然に防ぐのにちょうど間に合った。5月21日の装甲師団が5月20日と同じ速度で進軍していたら、24時間行軍を止める停止命令の前に、ブローニュとカレーは容易に陥落してしまっただろうと言われている（ダンケルクに関しては、5月15日のモンコルネでの停止や5月21日の2度目の停止が無くとも、アラスの戦いの末に第10装甲師団によって陥落してしまったので、5月24日の最終停止命令は無関係だとされている）。